# Georg Stümpfig

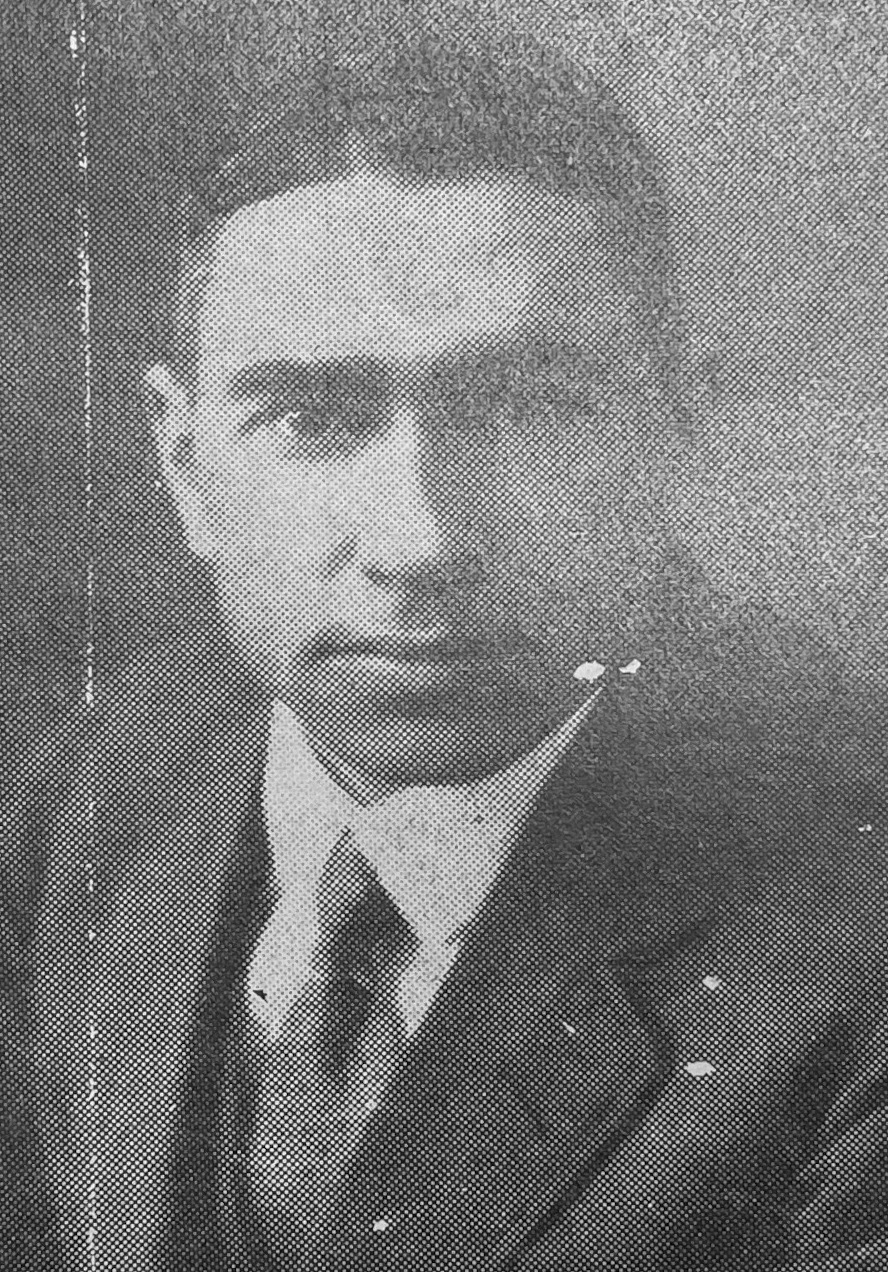
Georg Stümpfig, um 1934

Georg Stümpfig (* 9. Dezember 1890 in Bölgental; † 5. Dezember 1966 in Crailsheim) war ein deutscher Politiker (NSDAP). 

## Leben
Bis 1901 besuchte Georg Michael Stümpfig die Volksschule Bölgentalund von 1901 bis 1906 die Realschule Crailsheim. Zwischen 1906 und 1912 war er Verwaltungsgehilfe, als Vorbereitung für den gehobenen mittleren Verwaltungsdienst. 1913 absolvierte er die württembergische Verwaltungsschule Stuttgart und leistete unmittelbar danach bis zum Jahre 1918 seinen Wehr- und Kriegsdienst (Leutnant der Reserve).
1919 wurde er Amtsverweser, dann Bürgermeister in Gaggstedt/Amt Gerabronn sowie im November 1920 bis November 1933 Bürgermeister in Wiesenbach/Amt Gerabronn.
Zum 1. Oktober 1929 trat Stümpfig in die NSDAP (Mitgliedsnummer 164.202) und im Oktober 1931 in die SS ein, in der er es bis zum Hauptsturmführer brachte (SS-Nummer 14.280). Er war Gauredner, Kreisinspekteur und 1930 bis 1932 NSDAP-Bezirksleiter für Gerabronn, Crailsheim und Mergentheim, 1932 bis 1934 Kreisleiter in Gerabronn und 1932/33 Mitglied des Landtags sowie seit 1934 Gauamtsleiter für Kommunalpolitik Württemberg-Hohenzollern.
1933 wurde er ehrenamtlicher Staatskommissar für die Landesversicherungsanstalt Stuttgart beim württembergischen Wirtschaftsminister und ehrenamtlicher Berichterstatter beim Staatskommissar für die Bezirks- und Körperschaftsverwaltung, Berichterstatter für Ortsvorstehersachen im württembergischen Innenministerium als Staatsbeamter auf Widerruf (ab 1934 als Regierungsrat und ab 1936 als Oberregierungsrat).
1937 wurde er Kanzleidirektor und Hauptberichterstatter in der Abteilung I des Innenministeriums und mit Wirkung zum 1. Juli 1940 zum Ministerialrat ernannt. 1944 wurde er als Präsident der Württembergischen Gebäudebrandversicherungsanstalt vorgeschlagen, zur Ernennung kam es allerdings kriegsbedingt nicht mehr.
Vom Frühjahr 1945 bis Spätsommer 1948 folgte die US-Internierung (zuletzt Lager Ludwigsburg-Oßweil). Die Spruchkammer des Internierungslagers zeichnete von Stümpfig das „Bild eines alten verdienten Kämpfers“ der württembergischen NSDAP, der von seinem NS-Engagement in eklatanter Weise profitiert habe. Doch trotz aller Belastungsmomente ging er nicht als „Hauptschuldiger“, sondern nur als „Belasteter“ aus dem Verfahren hervor. Selbst NS-Aktivisten seines Kalibers wurden nicht gänzlich aus jener „nachnationalsozialistischen Solidargemeinschaft“ (Klaus Schönhoven) ausgeschlossen, von der Stümpfig wenige Jahre später auch dienstlich profitieren sollte. Das Stuttgarter Innenministerium entschied Mitte 1954, dass seine Beförderungen der Jahre 1934 bis 1940 politisch motiviert und daher rechtsunwirksam gewesen seien. Trotzdem wurde ihm aufgrund „wohlwollender Beurteilung“ seiner gesamten Dienstzeit aus Billigkeitsgründen eine Pension zugesprochen, die sich an den Bezügen eines Regierungsrates orientierte.